# Polerowany beton
Polerowany beton – technologia kilkustopniowej obróbki mechanicznej powierzchni posadzek betonowych, narzędziami diamentowymi o różnej ziarnistości. Obróbkę powierzchni posadzki wykonuje się przy użyciu szlifierek planetarnych. W pierwszej kolejności wykonuje się szlifowanie zgrubne w celu pozbycia się mleczka cementowego powstałego w procesie zacierania betonu. To właśnie w tej fazie odsłania się kruszywo w betonie. W zależności od tego, czy beton został utwardzony powierzchniowo, czy też nie, szlifowanie posadzki odsłoni drobne kruszywo z posypki, lub grube kruszywo z betonu. Kolejne kroki szlifowania i polerowania betonu wykorzystują narzędzia diamentowe o coraz drobniejszym ziarnie diamentu. W ostatnich krokach jest on tak drobny, że dochodzi do wypolerowania powierzchni. Uzyskana powierzchnia jest bardzo gładka. Jest to jednak tylko złudzenie optyczne. Pod dużym powiększeniem (mikroskop) widać, że powierzchnia jest porowata, jednak regularność rys skutkuje równomiernym odbiciem światła i to wywołuje efekt "lustra". Choć może się wydawać, że tak gładka posadzka może być śliska testy pokazują, że jest bardziej bezpieczna niż np. zwykłe posadzki betonowe utwardzone powierzchniowo. Dodatkowo dla zabezpieczenia posadzki przed wnikaniem cieczy i zabrudzeń powierzchnia jest impregnowana, celem wzmocnienia najsłabszej części betonu, czyli obszarów między kruszywem (tzw. matrycy betonowej).

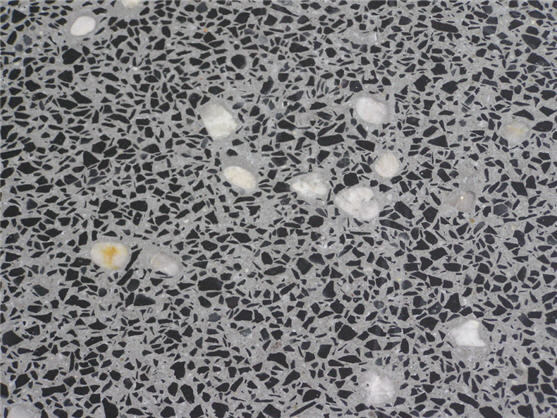
Posadzka wykonana z betonu polerowanego przy użyciu czarnego bazaltu

Beton polerowany można również trwale zabarwić. W tym celu stosuje się nawierzchniowe barwniki na bazie wody, kwasu lub acetonu.

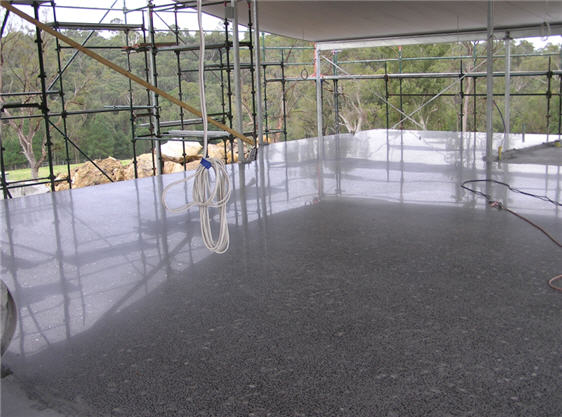
Strop wykonany z betonu polerowanego

Twardość powierzchni uzależniona jest od klasy betonu, twardości zastosowanego kruszywa, twardości utwardzenia powierzchniowego. Twardość należy dostosować do obciążenia obiektu.